# 梅迪辛哈特
梅迪辛哈特（英語：Medicine Hat），是加拿大艾伯塔省的一个城市，位于该省东南部。1907年建市。总面积111.97平方（43.23平方英里）。该市总人口63,271（2021年），人口密度565.1/km2（1,318/sq mi），为艾伯塔省第6大城市。矿产有天然气等。

## 地理
梅迪辛哈特地处南萨斯喀彻温河谷。平均海拔670（2,200英尺）。

## 著名人物
- 理查·泰勒，1990年诺贝尔物理学奖获得者。